# Condado de Miechów
Condado de Miechów (polaco: powiat miechowski) é um powiat (condado) da Polónia, na voivodia da Pequena Polónia. A sede do condado é a cidade de Miechów. Estende-se por uma área de 676,73 km², com 50 931 habitantes, segundo o censo de 2005, com uma densidade de 75,26 hab/km².

## Divisões admistrativas
O condado possui:
Comunas urbana-rurais: Miechów
Comunas rurais: Charsznica, Gołcza, Kozłów, Książ Wielki, Racławice, Słaboszów
Cidades: Miechów

## Demografia
População (dados de 30 de Junho de 2005):
|          | Total   | Total | Mulheres | Mulheres | Homens  | Homens |
| -------- | ------- | ----- | -------- | -------- | ------- | ------ |
|          | pessoas | %     | pessoas  | %        | pessoas | %      |
| Total    | 50 931  | 100   | 25 948   | 50,9     | 24 983  | 49,1   |
| Cidades  | 11 815  | 100   | 6304     | 53,4     | 5511    | 46,6   |
| Povoados | 39 116  | 100   | 19 644   | 50,2     | 19 472  | 49,8   |